# Hans Schüler (Intendant)
Hans Ernst Wilhelm Carl Schüler (* 18. November 1897 in Berlin; † 23. Juni 1963 in Mannheim) war ein deutscher Opernregisseur und Theaterintendant.

## Leben
Nach seinem Studium der Germanistik, das er mit Promotion abschloss, war Schüler Anfang der 1920er-Jahre als Regisseur in Berlin tätig. Er gastierte 1923 als Regieassistent in New York. Es folgten Engagements als Oberspielleiter in Erfurt (1924–26) und Wiesbaden (1926–28). 1928 wurde er Intendant des Stadttheaters Königsberg.
Zum 6. Januar 1933 wechselte er als Operndirektor nach Leipzig, der nach einer weitgehenden organisatorischen Trennung vom Schauspiel große Autonomie hatte. Dort arbeitete er zunächst mit dem Generalmusikdirektor Gustav Brecher zusammen, der von den Nationalsozialisten wegen seiner jüdischen Herkunft angefeindet und auf deren Druck am 11. März 1933 beurlaubt wurde. Der rechte Nationale Weckruf monierte, der neue Operndirektor sei „der Schüler Brechers“. Am 1. Mai 1933 trat Schüler aber der NSDAP bei. Nach Schülers eigener Darstellung hatte ihn der Leipziger Oberbürgermeister Carl Friedrich Goerdeler dazu gedrängt, um ihn nach der Machtübernahme der Nationalsozialisten halten zu können. Als der Schauspieldirektor Detlef Sierck, der mit einer Jüdin verheiratet war, seine Stellung aufgeben musste, bekam Schüler 1936 die Gesamtleitung der „Bühnen der Reichsmessestadt Leipzig“ übertragen. Ab 1939 trug er den Titel eines „Generalintendanten“. In Leipzig inszenierte Schüler u. a. die Uraufführungen von Adolf Vogls Die Verdammten (1934), Hans Stiebers Der Eulenspiegel (1936) und Winfried Zilligs Die Windsbraut (1941). Nach dem Einmarsch der Amerikaner in Leipzig im April 1945 gab Schüler an, er sei in den bürgerlichen Widerstandskreis um Goerdeler und den Umsturzversuch vom 20. Juli 1944 eingeweiht gewesen.
Ab 1947 war er für 4 Spielzeiten Intendant des Theaters Lübeck.  1951 ging er als Intendant zum Nationaltheater Mannheim. Hier inszenierte er neben Opernklassikern wie Beethovens Fidelio, Verdis Aida, Wagners Lohengrin, Tannhäuser, Meistersinger und Tristan und Isolde und Mozarts Don Giovanni auch Werke wie Werner Egks Columbus. Er war maßgeblich am Theaterneubau 1957 beteiligt. Anlässlich der 150. Geburtstages von Wagner und Verdi 1963 führte Schüler einen Zyklus von 18 Werken beider Komponisten auf.
Seit der ersten Aufführung am 14. April 1957 steht Schülers Parsifal-Inszenierung im Wesentlichen unverändert jährlich am Karfreitag und anderen hohen Feiertagen (Fronleichnam etc.) im Mannheimer Nationaltheater auf dem Spielplan. Keine andere Operninszenierung kann so viele Aufführungsjahre verzeichnen.
1957 wurde er mit dem Großen Verdienstkreuz des Bundesverdienstkreuzes ausgezeichnet. Die Stadt Mannheim benannte einen Weg nach ihm.